# 黄庆昌
拿督斯里黄庆昌（Dato Sri Wee Kheng Chiang，1890年7月22日—1978年4月12日），籍貫金门，为新加坡大华银行集团的创办人，是大华银行已故主席黄祖耀的父亲。

## 早期人生
黄庆昌于1890年7月22日出生于砂拉越的古晋。1897年，当时仅6岁的黄庆昌经历了父亲黄智椰逝世，一年后，母亲朱金娇便把黄庆昌以及他的大哥送回金门读书。黄庆昌于15岁那年便回到了古晋，之后便求学于古晋圣多玛中学，并精通中英双语。

## 个人生活与事业
黄庆昌在中三毕业后，先投入英资的“慕娘有限公司”任职，后来跳槽进入古晋华人甲必丹王长水家族与政府，和慕娘有限公司合资的“砂劳越轮船公司”工作，随着又担任过短期的公务员，但不久后投入王长水的公司服务。由于他工作勤奋，为人谦虚好学，于是获得王长水的赏识并于1911年3月10日娶了他的女儿王秀英。
婚后不久，黄庆昌便与友人在沐胶合创长庆安硕莪粉厂，是当地首家将硕莪粉直接销到日本的厂家。接着他在古晋设立庆安宝号，主打土产买卖，又成立联庆京果进口公司。1924年，34岁的黄庆昌于古晋创办联昌银行。1930年又在新加坡创立庆隆公司，专事买卖土产，并在1935年8月6日与其他6位伙伴一起创办了大华银行。
当日军进攻新加坡时，黄庆昌一家人逃到荷属吉里汶岛（今印尼属岛）避难，期间黄庆昌曾两度遭日军逮捕，并在扣禁期间患上疝脱的疾病。但多亏其朋友的协助下，两次都脱离险境。
第二世界大战之后，黄庆昌把他名下的各商行全部并入黄庆昌有限公司，并将其发展成为英殖民地时期砂拉越最大的民营企业。
1931年至1946年，他当选为砂拉越中华商会主席。1932年至1947年任福建公会主席兼福建义校董事会主席。

## 晚年
20世纪60年代左右，他把新加坡业务交给四子黄祖耀打理；砂拉越的业务则交给三子黄佛德管理。

## 殊荣
- 1941年：从砂拉越王国第三任白人拉者查尔斯·维纳·温特·布鲁克获受砂拉越之星-司令勋章。
- 1964年：从砂拉越第一任州元首获受带有荣誉头衔“拿督斯里”的砂拉越之星国家领袖勋章[2]。

## 逝世
黄庆昌于1978年4月12日逝世于其位于古晋的住家，并葬于古晋福建义山。他遗有4子10女。位于古晋的黄庆昌路便是以他的名字来命名的。